# Nokia E90 Communicator

## Design
Butonul de sus este pentru comenzi vocale și cel inferior este pentru cameră dar nu este o comandă rapidă, ci doar tasta de fotografiere.
Partea de jos are conectorul miniUSB, încărcător Nokia, mufă audio de 2.5 mm stereo și microfonul. Conectorul miniUSB permite doar transferul de date, nu se poate folosi pentru încărcarea acumulatorului.
Pe spate găsim camera cu blițul LED. Picioarele din cauciuc sunt poziționate în cele patru colțuri pe care telefonul "stă" când este pus pe o masă.

## Conectivitate
Nokia E90 Communicator este un telefon quad-band GSM care îi permite să lucreze în orice rețea din lume. E90 oferă EDGE, 3G (UMTS) și HSDPA cunoscut sub numele de 3.5G. Communicator oferă conexiune cu fir prin standardul miniUSB, port infraroșu, Bluetooth, WiFi 802.11 b/g și Blackberry Connect.
Bluetooth 2.0 are EDR (Enhanced Data Rate) și suportă profilurile stereo A2DP și AVRCP. Nokia E90 se poate sincroniza cu Outlook prin Nokia PC Suite.
Oferă GPS cu compatibilitate A-GPS și are preinstalată Nokia Maps.

## Multimedia
Are un ecran extern de 2 inchi cu rezoluția de 240 x 320 pixeli și suportă până la 16 milioane de culori. Ecranul intern este de 4 inchi cu rezoluția de 800 x 352 de pixeli care suportă până la 16 milioane de culori și se poate schimba luminozitatea ecranului pe 5 nivele.
Are o cameră de 3.2 megapixeli care are focalizare automată și bliț LED. Player-ul video este Real Player și suportă formatele WMV/RV/MP4/3GP. Cu camera video încorporată se pot realiza capturi la rezolutie VGA (640x480 pixeli) și 30fps (cadre pe secundă).
Player-ul de muzică suportă formatele MP3/WMA/WAV/RA/AAC/M4A. Are suport pentru o mufă audio de 2.5 mm.

## Caracteristici
- Ecran extern 2 inchi
- Ecran intern de 4 inchi cu rezoluția de 800 x 352 pixeli până la 16 milioane de culori
- Camera de 3.2 megapixeli cu focalizare automată și bliț cu LED
- Camera frontală este QCIF
- Sistem de operare Symbian OS v9.2 bazat pe platforma S60
- Procesor ARM 11 tactat la 330 MHz
- Memorie internă: 128 MB
- GPRS/EDGE/HSDPA/
- slot pentru card microSDHC
- Receptor GPS cu suport A-GPS
- Wi-Fi 802.11 b/g
- Mufă audio de 2.5 mm
- Radio FM cu RDS
- Bluetooth 2.0 cu A2DP și conectivitate USB (port miniUSB 2.0)
- Port Infraroșu
- Editor documente Word/Excel/PowerPoint, citire PDF